# ميشال فاليير
ميشال فاليير (بالفرنسية: Michel Valière)‏ ‏ (10 سبتمبر 1941 في الدائرة الثالثة عشرة في باريس - 23 فبراير 2019 في سان جونيان) عالم في الأتنيات من فرنسا.